# 史基尼爾之歌

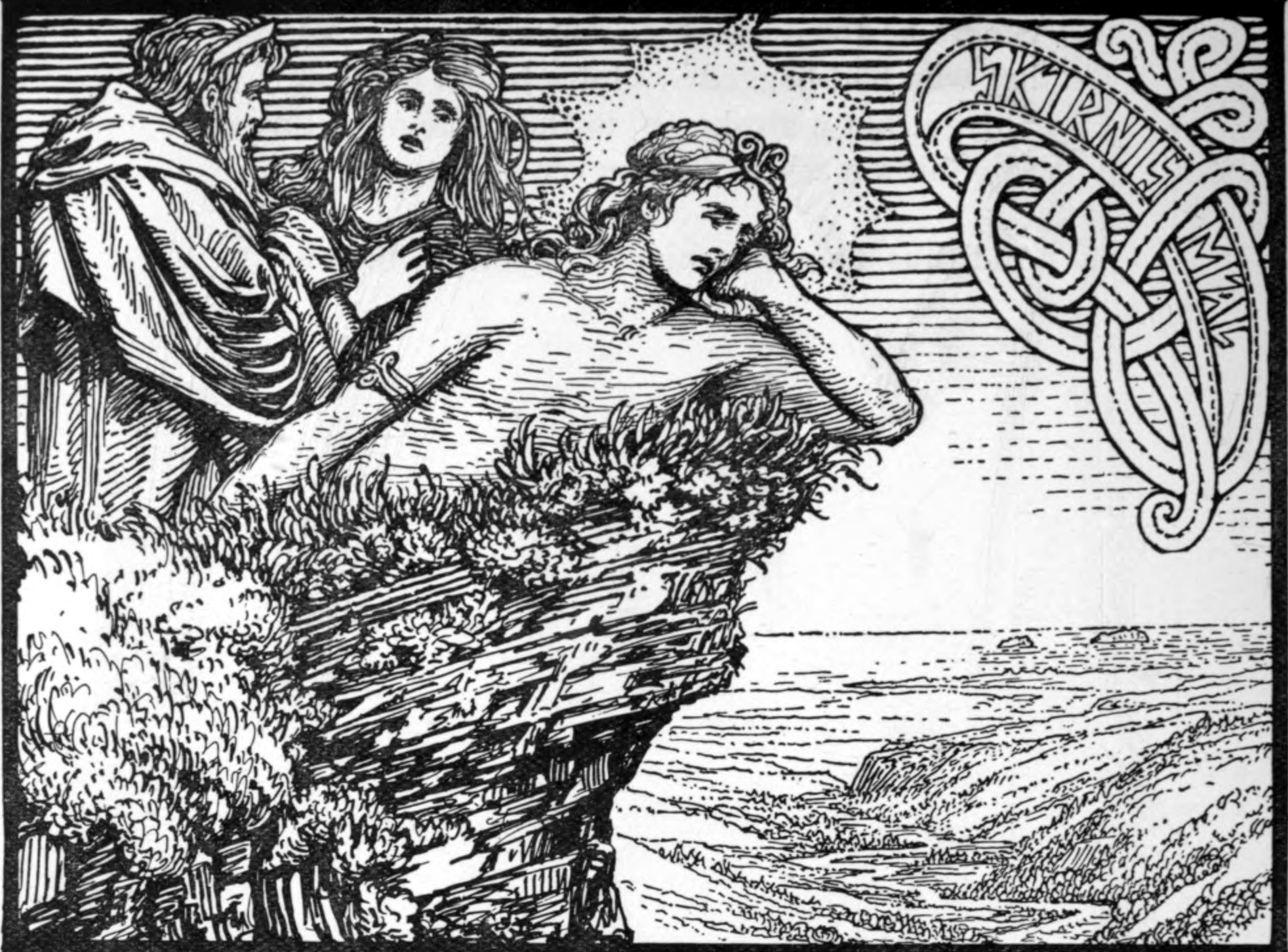
為愛所苦的弗雷。由 W.G. Collingwood 於 1908 年繪製。

〈史基尼爾之歌 (Skírnismál) 〉是《詩體埃達》中的詩歌，講述信差史基尼爾替弗雷追愛的故事，史基尼爾的名字意思是「光明之人」。

## 大綱

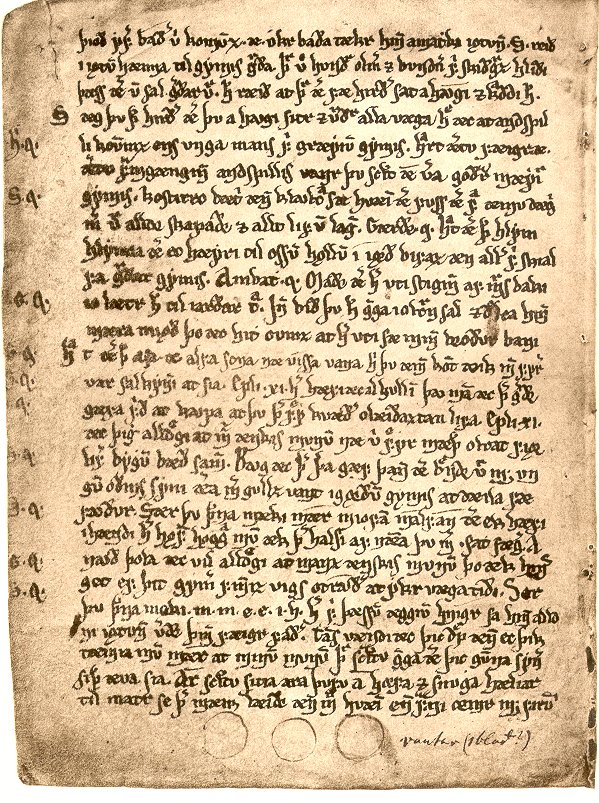
AM 748 I 4^{to} 手稿，〈史基尼爾之歌〉現存唯二的手稿之一。頁面邊緣有註解，用來標示每個詩節的發話者，基於這個特點，有些學者認為〈史基尼爾之歌〉曾被用於儀式戲劇中。

尼約德之子弗雷坐在奧丁的至高王座上環顧九大世界，在約頓海姆看見了美麗的葛德，隨即一見鍾情，但卻害怕遭受拒絕，所以悶悶不樂。
在詩歌的一開始，尼約德之妻絲卡蒂請求史基尼爾去問弗雷為什麼悶悶不樂，弗雷吐露心聲並請求史基尼爾前往約頓海姆替他追愛，並給了史基尼爾駿馬和寶劍。
史基尼爾動身前往約頓海姆，來到了葛德的父親蓋密爾的殿堂，史基尼爾起先試圖送禮並邀請葛德赴約，遭受婉拒後臉色大變，開始威脅並詛咒葛德，葛德不得已只好答應弗雷的邀約。
這位女士，看吶，看看我手中這把
鋒利而閃亮的寶劍，
稍後這把寶劍就會落到那位老巨人身上， —
你的父親必將喪命。
...
這位女士，我用我的手杖 (Gambantein) 打你，
乃是要妳照我的話做；
妳要去那妳不會再次造訪的地方

人類的後裔將會看見妳的容顏。
斯諾里·斯蒂德呂松的版本中，史基尼爾不用惡語相向就說服了葛德赴約。

史基尼爾回到阿斯嘉特，弗雷問道：
在你下馬或去往別的地方之前，
告訴我，史基尼爾，
你從約頓海姆帶回的，

是好消息，亦或是壞消息？
史基尼爾回道：
在我們都熟知的那個巴里森林，
那個寧靜而祥和的地方，
九天九夜的時間，
葛德將獻身於尼約德之子。
弗雷回道：
一個夜晚的時間夠長了，但兩個夜晚比一個夜晚更好；
那我該如何滿足於三個夜晚呢？
日子就猶如白駒過隙，轉瞬即逝，

好幾個月的時間都比不上婚禮前夕的半個夜晚。

## 詛咒
證據顯示當時的讀者認為〈史基尼爾之歌〉中出現的詛咒具有實質效力，且某些人還試圖使用這些詛咒。Aslak Liestøl 發表了一篇關於十三世紀文本的文獻，文本中包含類似於〈史基尼爾之歌〉中出現的詛咒，Aslak Liestøl 認為該詛咒是真實存在的，且被用於女性身上。 
卡羅琳·拉林頓列出了詛咒的主要內容： 
1. 葛德會變得毫無存在感，但是會在眾人面前出糗。
2. 葛德會在性愛上遭遇無法忍受的挫折感。
3. 葛德會嫁給醜陋的男人。
4. 葛德的社會地位會降低，連一點自主權都沒有。
5. 葛德會遭到男性掌控。

## 文化影響
〈史基尼爾之歌〉中的詛咒和不少古北歐文本有相似之處，例如《博薩薩迦 (Bósa saga)》或卑爾根符文咒語 (Bergen rune-charm)。
托爾金的哈比人中的迷霧山脈 (Misty Mountains) 可能是取材於〈史基尼爾之歌〉中的 úrig fiöll 。托爾金熟知《詩體埃達》的內容。

### 書籍
- Orchard, Andy. . Cassell. 1997  [2022-01-29]. ISBN 978-0-304-34520-5. （原始内容存档于2021-11-09） （英语）.

## 外部連結

### 翻譯本
- Skirnismol （页面存档备份，存于） Henry A. Bellows' translation and commentary
- Skírnismál Bellows' translation with clickable names
- The Poetic Edda. 1996. Translated by Carolyne Larrington, Oxford University Press, 2014.
- Birkett, Tom. The Norse Myths. Quercus, 2018. （页面存档备份，存于）
- Gaiman, Neil. Norse Mythology. Bloomsbury Publishing, 2018.

### 編著本
- Skírnismál （页面存档备份，存于） The prose Edda. s Bugge's edition
- Skírnismál Guðni Jónsson's edition

### 文獻
- Skírnismál as Ritual Drama （页面存档备份，存于） Article by Rick McGregor
- Heinz Klingenberg, "För Skírnis: Brautwerbungsfahrt eines Werbungshelfers", Alvíssmál 6 (1996): 21–62 (see English summary, pp. 59–62). （页面存档备份，存于）
- Anatoly Liberman, Review of Klaus von See et al., "Skírnismál": Modell eines Edda-Kommentars （页面存档备份，存于）, Alvíssmál 6 (1996): 114–18.]
- Anne Heinrichs, "Der liebeskranke Freyr, euhemeristisch entmythisiert", Alvíssmál 7 (1997): 3–36 (see English summary, p. 36). （页面存档备份，存于）
- Larrington, Carolyne. "What Does Woman Want? Mær und munr in Skírnismál". Alvíssmál, vol. 1, 1992, pp. 3-16.